# APAM
L'APAM S.p.A., acronimo di Azienda Pubblici Autoservizi Mantova, è il gestore del trasporto pubblico della Provincia di Mantova.
Nella provincia, e in particolare nella città di Mantova, diversi tentativi di trasporto pubblico sono presenti sin dal 1866, con la costituzione di alcune tratte tranviarie urbane e interurbane.
L'azienda di trasporto pubblico di Mantova è presente sul mercato dal 1949, dapprima come Consorzio Mantovano Trasporti Pubblici e dal 1996 con la nuova denominazione, ed è di proprietà della Provincia di Mantova e di 67 comuni mantovani. Nel corso degli anni la sua attività riguardò anche la gestione della ferrovia Mantova-Peschiera, che venne chiusa nel 1967.
Con le ultime modifiche dell'assetto societario, APAM SpA controlla circa il 55% di APAM Esercizio SpA; la rimanenza è in carico a Nuovi Trasporti Lombardi, società controllata paritariamente da Brescia Trasporti e ATB Bergamo.
A sua volta APAM Esercizio, in associazione con altre società di trasporto pubblico, ha formato nel 2004 la Trasporti Brescia Sud per l'esercizio del trasporto pubblico nelle zone della Bassa Pianura Bresciana, Sebino e Franciacorta.
L'azienda opera con alcune corse anche in Provincia di Brescia e in Provincia di Verona.